# Camero Viejo
El Camero Viejo és una subcomarca de Tierra de Cameros, La Rioja, a la regió Rioja Mitjana, de la zona de Sierra. Està formada per 12 municipis És probablement la comarca riojana més afectada per la despoblació.

## Geografia

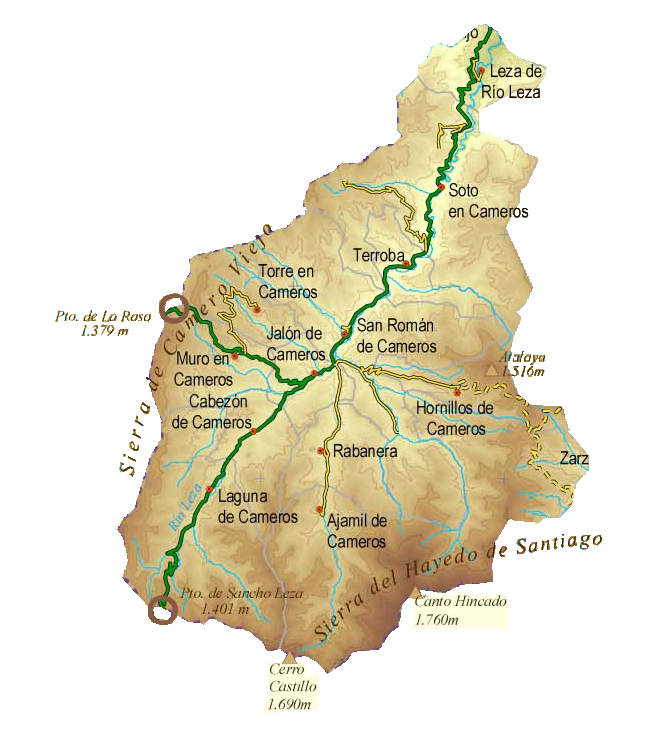
Mapa físic

Una de les set valls de La Rioja és la del riu Leza. Com totes les valls riojanes té dos paisatges molt diferents. Per la zona alta, l'aigua del riu corre estreta entre vessants escarpades per un jaç rocallós. A la zona baixa, quan ja s'acosta prop de l'Ebre, va entre pujols i terres d'al·luvió.
A la part muntanyenca de la vall del Leza està tancat el Camero Viejo.
El Camero Viejo limita al sud amb Sòria, a l'Est amb la vall del Cidacos i amb la vall del Jubera, que té com afluent el Leza, quan han quedat enrere les muntanyes, ja molt prop de l'Ebre. A l'oest el seu límit és la vall de l'Iregua, conca del Camero Nuevo.

## Demografia

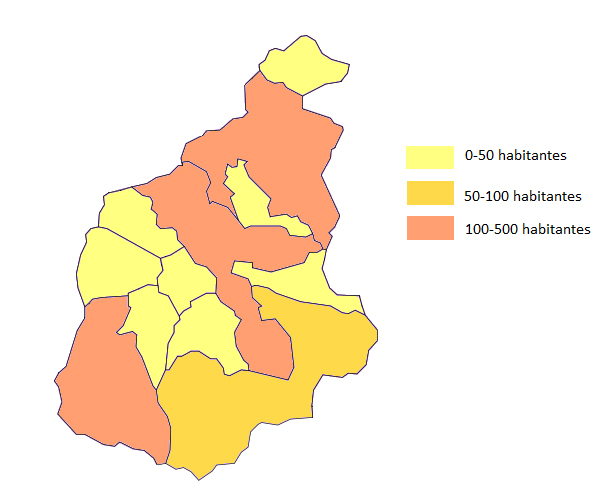
Distribució demogràfica per municipis en la Comarca del Camero Viejo

| Gràfica d'evolució de Camero Viejo entre 1900 i 2011                                                                                                 |
| |
| Població de dret (1900-1991) o població resident (2001) segons els censos de població de l'INE. Població segons el padró municipal de 2011 de l'INE. |

## Municipis
| Municipi             | Població | Superfície | Pedanies i despoblats                                                                              |
| -------------------- | -------- | ---------- | -------------------------------------------------------------------------------------------------- |
| Ajamil de Cameros    | 72       | 66,15      | Larriba i Torremuña                                                                                |
| Cabezón de Cameros   | 18       | 12,01      | |
| Hornillos de Cameros | 18       | 11,90      | |
| Jalón de Cameros     | 18       | 8,43       | |
| Laguna de Cameros    | 120      | 41,60      | |
| Leza de Río Leza     | 41       | 11,12      | |
| Muro en Cameros      | 45       | 15,99      | |
| Rabanera             | 35       | 13,85      | |
| San Román de Cameros | 152      | 47,50      | Avellaneda, Montalvo en Cameros, Santa María en Cameros, Vadillos, Valdeosera i Velilla de Cameros |
| Soto en Cameros      | 118      | 49,05      | Luezas, Treguajantes i Trevijano                                                                   |
| Terroba              | 34       | 8,84       | |
| Torre en Cameros     | 12       | 11,64      | |